# Broxmouth House
Broxmouth House ist ein Herrenhaus nahe der schottischen Stadt Dunbar in der Council Area East Lothian. 1971 wurde das Gebäude in die schottischen Denkmallisten in der Kategorie B aufgenommen. Des Weiteren sind mehrere zugehörige Bauwerke separat als Denkmäler der Kategorien B und C klassifiziert. Hervorzuheben ist die South Lodge, die eigenständig als Denkmal der höchsten Kategorie A eingestuft ist. Zuletzt sind die umgebenden Parkanlagen im schottischen Register für Landschaftsgärten verzeichnet.

## Geschichte
Am Standort befand sich ein Vorgängerbauwerk. Möglicherweise übernachtete Oliver Cromwell vor der Schlacht von Dunbar zusammen mit seinen Truppen in diesem Gebäude. Mit der Anlage der umgebenden Gärten wurde 1709 begonnen. 1974 wies James Nisbet auf eine Gefährdungslage hin, der durch Ergänzung einer Bewehrung begegnet werden könne. Entsprechende Arbeiten wurden jedoch nicht ausgeführt. Stattdessen wurde 1775 unter John Ker, 3. Duke of Roxburghe der Bau des heutigen Broxmouth House begonnen. Fragmente des Vorgängerbaus wurden in das neue Herrenhaus integriert. Auf Grund der zeitlichen Abfolge wird darauf geschlossen, dass Nisbet für den Entwurf des Gebäudes verantwortlich zeichnet. 1878 besuchte Königin Viktoria das Haus. Verschiedene ältere Gebäudeteile wurden um 1955 abgebrochen.

## Beschreibung

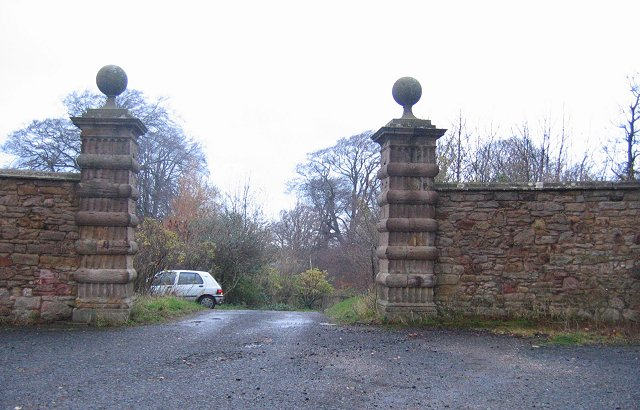
Toreinfahrt an der South Lodge

Broxmouth House liegt rund einen Kilometer südöstlich von Dunbar, unweit des Südufers des Firth of Forth am Bach Brox Burn. Das zweistöckige, klassizistische Herrenhaus weist einen U-förmigen Grundriss auf. Die südexponierte Frontseite ist neun Achsen weit. Zentral springt ein Portikus mit dorischen Säulen hervor, der möglicherweise erst später hinzugefügt wurde. Das dekorative, zweiflüglige Eingangsportal ist mit Kämpferfenster gestaltet. Oberhalb des Portikus sind ein Drillingsfenster und ein abschließender Dreiecksgiebel verbaut. An der Westseite tritt eine Auslucht halbrund hervor. Dort wurde im 19. Jahrhundert ein Balkon mit schmiedeeiserner Einfassung hinzugefügt. An den sechs Achsen weiten Ostflügel schließt ein zwei Achsen weiter, zurückversetzter Anbau an. Die Fassaden sind mit Harl verputzt. Details sind mit grauem und rotem Sandstein abgesetzt. Die Dächer sind mit grauem Schiefer eingedeckt.

## South Lodge
Die South Lodge befindet sich rund 600 m südlich des Herrenhauses. Sie wurde um 1740 erbaut und entstammt wahrscheinlich eines Entwurfs des schottischen Architekten William Adam, der um diese Zeit verschiedene Arbeiten auf dem Anwesen durchführte. Möglicherweise war das Panorama über das Schlachtfeld der Schlacht von Dunbar bei der Standortwahl ausschlaggebend. Im Jahre 1985 wurde die South Lodge restauriert und in Abstimmung mit den Denkmalschutzbehörden erweitert.
Die zweistöckige Lodge weist einen quadratischen Grundriss auf. Das Mauerwerk besteht aus Bruchstein vom roten Sandstein. Der Eingangsbereich befindet sich an der Ostseite. Das Gebäude schließt mit einem schiefergedeckten Pyramidendach. Der einstöckige Anbau aus dem Jahre 1985 an der Westseite ist mit Harl verputzt und schließt mit einem Walmdach. Die Toreinfahrt östlich der Lodge entstand in derselben Bauphase. Die beiden reliefierten Torpfosten schließen mit Gesimse und Kugeln.